# Ladoga latealba
Ladoga latealba är en fjärilsart som beskrevs av Ruggero Verity 1950. Ladoga latealba ingår i släktet Ladoga och familjen praktfjärilar. Inga underarter finns listade i Catalogue of Life.